# Ласва (волость)
Ла́сва (эст. Lasva) — бывшая волость в Эстонии в составе уезда Вырумаа.

## Положение
Площадь волости — 172,1 км², численность населения на 1 января 2006 года составляла 1 773 человека.
Административный центр волости — деревня Ласва. Помимо неё, на территории волости находятся ещё 37 деревень.